# 上哈弗尔县
上哈弗尔县（德語：Landkreis Oberhavel）是德国勃兰登堡州北部的一个县，首府奥拉宁堡。

## 地理
上哈弗尔县北面与梅克伦堡-前波美拉尼亚州的梅克伦堡-施特雷利茨县，东面与乌克马克县和巴尔尼姆县，南面与勃兰登堡州和哈弗尔兰县，西面与东普里格尼茨-鲁平县相邻。